# Хайя Рашид Аль Халифа
Шейха Хайя Рашид Аль Халифа (араб. هيا راشد آل خليفة‎; род. 18 октября 1952) — бахрейнский юрист и дипломат, член королевской семьи Аль Халифа.
С 1999 по 2004 год она являлась послом во Франции, Бельгии, Швейцарии и Испании. 12 сентября 2006 года была избрана председателем 61-й сессии Генеральной Ассамблеи ООН.
Хайя Рашид Аль Халифа окончила Университет Кувейта в 1974 году со степенью бакалавр права. В 1979 году стала одной из двух первых женщин-адвокатов в Бахрейне и создала свою юридическую фирму. С 1997 по 1999 год — заместитель председателя Международной ассоциации юристов (IBA). Она является также юридическим советником королевского двора Бахрейна.
Принцесса Хайя Рашид Аль Халифа — член королевской семьи Бахрейна, праправнучка правителя Бахрейна Исы ибн Али Аль Халифы (то есть троюродная тётка короля Хамада).